# Palota
Palota (rusiń. Полата, Połata) – wieś (obec) na Słowacji, w kraju preszowskim, w powiecie Medzilaborce.
Palota położona jest w historycznym kraju Zemplin na szlaku handlowym z Węgier do Polski. Pierwsza wzmianka o wsi pochodzi z 1330 roku. W roku 2001 wieś zamieszkiwało 90 Słowaków, 64 Rusinów i 25 Romów. Przez Palotę prowadzi droga lokalna nr 559, biegnąca od granicy z Polską na Przełęczy Radoszyckiej do Medzilaborców i dalej do Humennégo. 

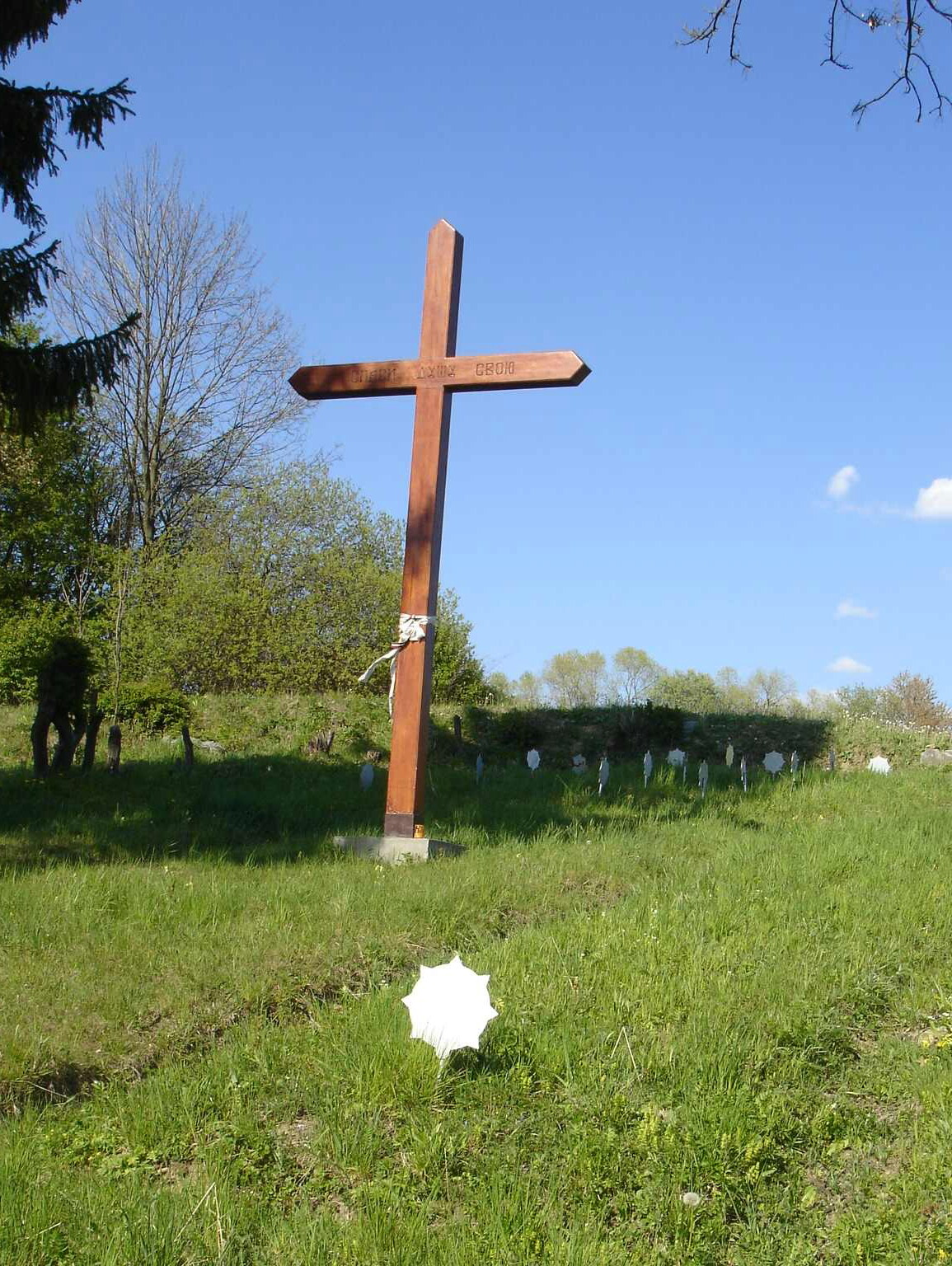
Palota – cmentarz wojenny

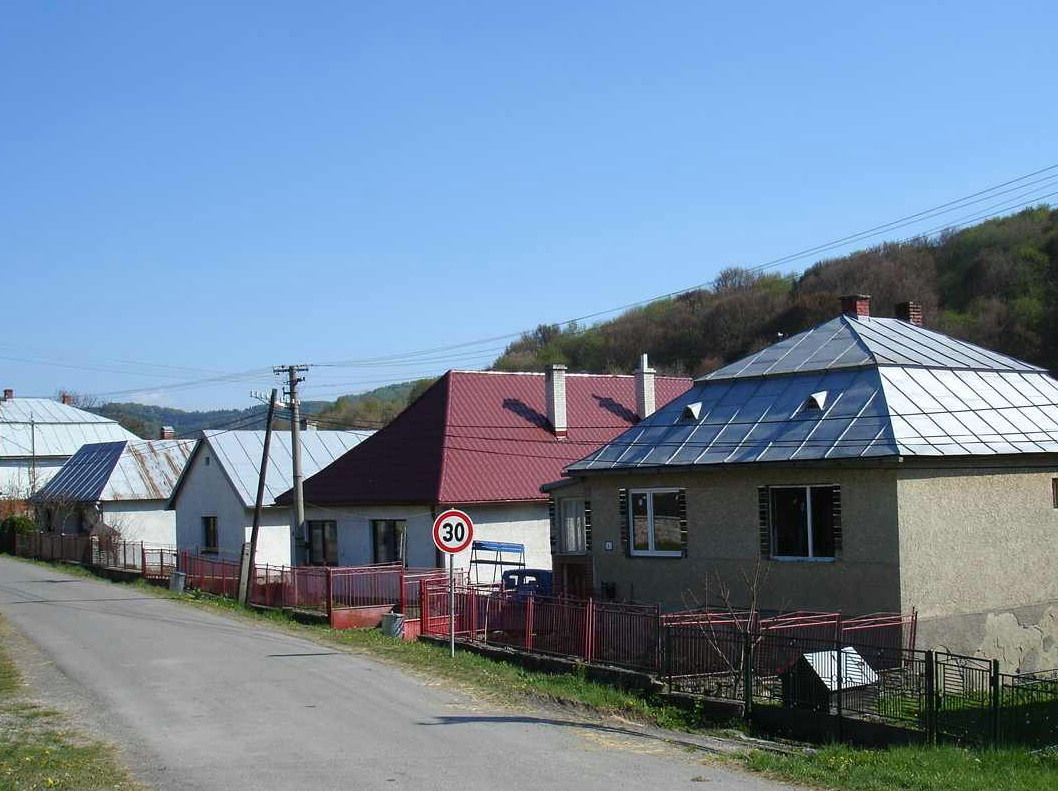
Palota – zabudowa wsi

Powyżej wsi, przy wspomnianej drodze nr 559, znajduje się cmentarz wojenny z czasów I wojny światowej, na którym w 28 grobach spoczywa łącznie 151 poległych żołnierzy i oficerów (z tego 55 rosyjskich i 86 austro-węgierskich). Odnowę zapuszczonego cmentarza podjęli 2007 r. ochotnicy z „Klubu vojenskej histórie Beskydy” wraz z mieszkańcami wsi Palota. Prace te wsparły słowackie Ministerstwo Spraw Wewnętrznych i Austriacki Czerwony Krzyż.

## Transport
W miejscowości był przystanek kolejowy Palota.
W miejscowości do 21 grudnia 2007 r. funkcjonowały przejścia graniczne Przejście graniczne Radoszyce-Palota i Przejście graniczne Łupków-Palota

## Miasta partnerskie
- Komańcza